# میرزا عبدالله خان منتصرالسلطان
میرزا عبدالله خان منتصرالسلطان از سیاستمداران ایرانی بود، که در  دوره سوم بعنوان نماینده بندرعباس در مجلس شورای ملی حضور داشت.